# Omen (песня)
«Omen» — 19-й сингл британской электронной группы The Prodigy, релиз которого состоялся 16 февраля 2009 года и, официально, это первый коммерческий сингл с пятого альбома Invaders Must Die. Со-продюсером сингла стал солист группы Does It Offend You, Yeah? Джеймс Рашент.
Сингл был впервые анонсирован в новостной рассылке для фанатов 9 января 2009 года. Впервые сингл прозвучал на BBC Radio 1 Show 12 января 2009 года. Omen также вошёл в чарты UK под 8 номером. С того времени он поднялся на 4 место, таким образом став высшим чартовым синглом со времен Breathe, который в 1996 году занял 1 место.
Песня появилась в игре MotorStorm: Arctic Edge, а также в фильме 2010 года «Пипец».

## Видеоклип
Клип был срежиссирован Полом Дагдейлом. В нём показано выступление The Prodigy вместе с фрагментами, в которых девочка играет на оркестровых колокольчиках.

## Список композиций
CD
1. Omen (Edit) — 3:14
2. Omen (Noisia Remix) — 6:18

12" грампластинка
A:
1. Omen (Extended) — 3:41
2. Omen (Hervé's End Of The World Remix) — 5:23

AA:
1. Omen (Noisia Remix) — 6:18
2. Invaders Must Die (Chase And Status Remix) — 5:09

Версия для скачивания
1. Omen (Edit) — 3:14
2. Omen (Noisia Remix) — 6:18
3. Omen (Extended) — 3:41
4. Omen (Instrumental) — 3:36

#### Комментарии
1. ↑  Эксклюзивно в релизе для сервиса iTunes также был включён ремикс от британского диджея Hervé[англ.]